# Cosmos 880
Cosmos 880 (en cirílico, Космос 880) fue un satélite artificial militar soviético perteneciente a la clase de satélites DS (de tipo DS-P1-M) y lanzado el 9 de diciembre de 1976 mediante un cohete Kosmos-3 desde el cosmódromo de Plesetsk.

## Objetivos
Cosmos 880 fue parte de un sistema de satélites utilizados como objetivos de prueba para el programa de armas antisatélite IS y para armas antimisiles. Los satélites del tipo DS-P1-M no se limitaban a ser satélites pasivos, sino que tenían sensores para registrar la dirección e intensidad del impacto entre otros parámetros. El sistema estuvo en funcionamiento hasta 1983, año en que la Unión Soviética abandonó el programa de armas antisatélite.

## Características
El satélite tenía una masa de 900 kg (aunque otras fuentes apuntan a 650 kg) y forma de poliedro hexagonal. El satélite fue inyectado inicialmente en una órbita con un perigeo de 562 km y un apogeo de 624 km, con una inclinación orbital de 66 grados y un periodo de 96,3 minutos.
Cosmos 880 fue el objetivo del interceptor Cosmos 886, lanzado 18 días más tarde. Tres horas después de su lanzamiento, el interceptor sobrevoló a Cosmos 880 para más tarde explotar en un punto alejado de su órbita.
El 27 de noviembre de 1978, casi dos años después de la prueba de intercepción, y cuando estaba a 560 km de altura, los sistemas de seguimiento terrestres detectaron que Cosmos 880 se había fragmentado en 40 partes diferentes. El suceso, no relacionado con las pruebas antisatélite, tuvo su causa más probable en un fallo de las baterías, según las autoridades soviéticas, en un evento similar al de Cosmos 839 y que se repetiría en el Cosmos 1375.
Todos los restos de Cosmos 880 acabaron reentrando en la atmósfera antes del 31 de agosto de 1991.